# Hangman

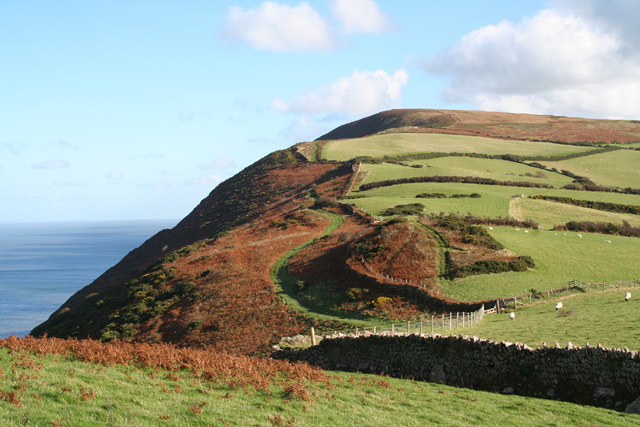
Hangman

Hangman - wzgórze klifowe w Anglii, w hrabstwie Devon w okolicy wsi Combe Martin na terenie Parku Narodowego Exmoor nad Kanałem Bristolskim. Wysokość wyższej części wzgórza (zwanej Great Hangman) wynosi 318 m n.p.m., a wysokość ściany klifu 244 m i jest najwyższym klifem wyspy Wielka Brytania. Leży na pieszym szlaku turystycznym South West Coast Path. U podnóża klifu znajduje się plaża Wild Pear Beach, często odwiedzana przez nudystów. W XIX w. znajdowała się tu kopalnia rudy żelaza.

## Hangman w kulturze
- Klif jest scenerią jednego z odcinków opowiadań Leslie Charterisa z serii Święty.